# Gorby's
Gorby's är ett varumärke för piroger tillverkade av Gunnar Dafgård AB i Källby.
Tillverkningen startade 1989 och Gorby's är uppkallat efter dåvarande Sovjetunionens ledare Michail Gorbatjov. Pirogerna har samma form som traditionella karelska piroger, men annat innehåll och annan fyllning. Originalet har köttfärsfyllning, men Gorby's finns även med andra fyllningar.
Enligt Dafgårds äts det fler än 12 miljoner Gorby's varje år.